# One Piece Odyssey
One Piece Odyssey je RPG hra z roku 2023, kterou vyvinulo studio ILCA a vydala společnost Bandai Namco Entertainment. Hra byla vydána 13. ledna 2023 pro PlayStation 4, PlayStation 5, Windows a Xbox Series X/S.

## Hratelnost
One Piece Odyssey je tahová hra na hrdiny, ve které hráči ovládají Monkey D. Luffyho a posádku Slaměného klobouku. Každá hratelná postava má jedinečnou schopnost odpovídající jejím schopnostem, které se používají k cestování, sbírání předmětů a řešení hádanek. Po střetnutí s nepřítelem hra přejde do bojové obrazovky, kde se akce postav ovládají pomocí příkazů v menu. Bojový systém je založen na systému „Scramble Area Battles“, kdy jsou bitvy rozděleny do několika oblastí.
Hráči mohou optimalizovat pozice postav mezi jednotlivými oblastmi a čelit tak protivníkům. V některých bitvách náhodný prvek systému nazvaný „Dramatická scéna“ dostává hráče do nepříjemných situací, které hrají na osobnost postav. Stejně jako v jiných hrách tohoto žánru získávají členové party po bitvě zkušenostní body a po nasbírání dostatečného počtu bodů se dostávají na vyšší úroveň.

## Vývoj
One Piece Odyssey byla oznámena 28. března 2022 v rámci 25. výročí série One Piece. Vyvinulo ji studio ILCA a vydala společnost Bandai Namco Entertainment. Soundtrack ke hře složil Motoi Sakuraba.

## Přijetí
Podle agregátoru recenzí Metacritic získala hra One Piece Odyssey „obecně příznivé“ hodnocení.